# Аплаксин, Андрей Петрович
Андрей Петрович Аплаксин (10 [22] июня 1879, Санкт-Петербург — 21 декабря 1931, Ленинград) — русский архитектор, гражданский инженер, художник, археолог, реставратор, историк русской архитектуры, литератор.

## Биография
В 1898—1904 гг. учился в Институте гражданских инженеров. В 1906 году окончил Павловское военное училище. В звании подпоручика гвардии отчислен в запас.
- Работал в Санкт-Петербургской духовной консистории (с 1900-х гг.).
- Епархиальный архитектор С.-Петербургской епархии (1906—1914 гг.). Реставрировал Сампсониевский и Казанский соборы в С.-Петербурге.
- В 1914—1928 гг. — на военной службе. Работал в Москве, занимался железнодорожным и военным строительством.
- В 1928—1931 гг. — Преподаватель Института научной педагогики,
- Август 1930 — декабрь 1931 г. — главный инженер АО «Экспортлес».
- Похоронен в Ленинграде на Смоленском православном кладбище (1-я Петроградская дорожка, уч. 135)[1].

## Проекты и постройки

### Санкт-Петербург — Петроград
- Большой Сампсониевский проспект, 53 — подворье Кашинского Сретенского монастыря. 1907—1909 гг., с церковью Анны Кашинской.
- Большой Сампсониевский проспект, 39а, 41, двор — «Юбилейный» дом, часовня и сторожка при Сампсониевском соборе. 1908—1909 гг. При участии Н. Е. Лансере.
- Чкаловский проспект, 23 — улица Ленина, 43 — подворье Ягодинского Введенского женского монастыря Нижегородской губ. с деревянной часовней. 1910—1911 гг. (Не сохранилось).
- Малый проспект Петроградской стороны, 69 / Подрезова улица, 14 — Казанская церковь подворья Казанского Вышневолоцкого монастыря. 1910—1912. (Перестроено).
- Расстанный проезд, 7а — Успенская церковь на Волковском кладбище. 1910—1913 гг. (Не сохранилась).
- Роменская улица, 12 — подворье Творожковского Свято-Троицкого женского монастыря с церковью Петра Митрополита Московского. 1911—1913 гг.
- Воронежская улица, 110 — Казанская церковь подворья Пекинской православной духовной миссии. 1911—1913 гг. (Не сохранилось).
- Введенская улица, 9 — доходный дом Введенской церкви. 1912—1913 гг.
- 10-я Красноармейская улица (10-я Рота Измайловского полка), 19 — подворье Бежецкого Благовещенского женского монастыря. 1913—1915 гг. (Перестроено).
- Собор Св. Троицы на Троицкой площади. 1915 г.; конкурс закрытый.
- Вокзал Петроград-Охта (конкурс; 1-я премия)

- Часовня при Сампсониевском соборе
- Церковь Св. Анны Кашинской
- Церковь Петра Митрополита
- Казанская церковь
- Успения Богородицы на Волковом кладбище
- Казанская церковь Пекинской духовной миссии

### Санкт-Петербургская — Петроградская губерния
- Вычелобок. Лужский уезд. Церковь Покрова Богородицы. 1907—1909 гг.
- Новое Островно (Теплые ключи, Маркизовское, Сергиевский полигон). Лужский уезд. Церковь Спаса Преображения. 1907—1909 гг.
- Ленинградская область. Лодейнопольский район, станция Оять. Введено-Оятский монастырь: Храм Богоявления Господня (1908—1910 гг.; не сохранился).
- Дибуны. Церковь Петра и Павла. 1912—1914 гг.
- Сиверская, станция Петербурго-Варшавской ж. д. Царскосельский уезд. Спасо-Преображенская церковь. 1912—1914 гг.
- Гвоздно. Гдовский уезд. Церковь Косьмы и Дамиана. 1909—1912 гг.
- Моцкий погост (ныне — деревня Мда). Гдовский уезд. Церковь Георгия Победоносца. Проект 1910 г., редакция проекта 1914 г[2].
- Старая Ладога. Николаевский монастырь.
- Дубки — имение Н. В. Сазикова, близ станции Батецкая Московско-Виндаво-Рыбинской ж.д. Лужский уезд. Церковь Святого Духа. Не сохранилась.
- Ивангород. Подворье Николаевского Илецкого монастыря. 1913—1915 гг. Не сохранилось.
- Дом причта церкви Александра Невского в Усть-Ижоре.

- Церковь Петра и Павла в Дибунах
- Проект церкви св. Георгия в селе Мда (1910 и 1914 годы)

## Реставрационные и исследовательские работы
- Казанский собор. 1911 г.
- Сампсониевский собор. 1908—1909 гг.
- Пантелеймоновская церковь. 1912 г. Совместно с Г. А. Косяковым.
- Церковь Покрова Богородицы в с. Шапки. 1911—1914 гг.
- Собор Св. Екатерины в Ямбурге

## Печатные труды А. П. Аплаксина
- Сампсоновский собор в С.-Петербурге. 1709—1909. СПб.: т-во Р. Голике и А. Вильборга. 1909 г.
- Казанский собор в Санкт-Петербурге. 1811–1911 : Историческое исследование о соборе и его описание / Сост. архитектор собора Андрей Аплаксин. — СПб. : Т-во Р. Голике и А. Вильборд, 1911. — 81, 90 с., 75 л. ил. : a-ил.
- Русское церковное искусство и его современные задачи. Доклад, прочит. 8 января 1911 г. на IV Съезде русских зодчих в присутствии его имп. высочества вел. кн. Петра Николаевича. СПб. 1911 г.